# Ex'act
Pour les articles homonymes, voir Exact.
Albums de EXO
Sing for You
(2015) For Life
(2016)
Singles
1. Lucky One
Sortie : 9 juin 2016
2. Monster
Sortie : 9 juin 2016
3. Lotto
Sortie : 18 août 2016

Ex'Act (stylisé EX'ACT) est le troisième album studio du boys band sud-coréano-chinois EXO. Il est sorti sous SM Entertainment en version coréenne et chinoise le 9 juin 2016. Une réédition de l'album sous le titre de Lotto est sortie le 18 août 2016. 
Ex'Act est le troisième album studio consécutif d'EXO à avoir été vendu à plus d'un million d'exemplaires, c'est aussi la quatrième fois de suite qu'ils remportent le prix « d'album de l'année » aux Mnet Asian Music Awards avec cet album.

## Contexte et sortie
Le 31 mai 2016, SM Entertainment annonce qu'EXO sortira leur troisième album. 
Le 6 juin, Suho évoque que le groupe aura un concept qui serait cette fois-ci beaucoup plus extrême que d’habitude, il a également expliqué que les membres d'EXO avaient choisi de proposer deux chansons titre car leur dernier véritable retour remonte à loin.
Il est révélé que les producteurs de musique incluant Kenzie, The Stereotypes et Dem Jointz participeront à la production de l'album et que Chanyeol co-écrit les paroles du titre "Heaven". L'album Ex'act ainsi que les deux clips musicaux des singles principaux sont sortis le 9 juin 2016.
Une réédition de l'album, intitulé Lotto, sort le 18 août 2016 avec quatre nouvelles chansons incluant le titre principal du même nom, "Can't Bring Me Down", "꿈 (She's Dreaming)" (une chanson composée par Chen) et un remix de "Monster" par LDN Noise.
Une partie des recettes de l'album ainsi que sa réédition ont été versées à la campagne "Smile for U" de l'UNICEF.

## Promotion
Un grand showcase a eu lieu à l'Olympic Hall de Séoul le 8 juin 2016. 
Durant le mois de juin, EXO fait son retour en apparaissant dans de nombreux programmes musicaux sud-coréens pour effectuer les performances de leurs singles principaux "Lucky One" et "Monster".
Le 22 juillet 2016, ils embarquent pour une troisième tournée appelée « EXO'rDIUM » en enchaînant une série de six concerts à Séoul.
Pour la promotion de l'album réédité Lotto, Kai n'a ni participé, ni été présent car avant cela pendant la tournée sud-coréenne de l'« EXO'rDIUM », il s'était blessé à la cheville. "Lotto" a été jugé "indéquat à la diffusion" par les chaînes musicaux KBS, MBC et Mnet, par conséquent la chanson a donc été promu avec des paroles modifiées sous le titre alternatif de "Louder" sur ces chaînes de télévision.

## Succès commercial
Avant sa sortie, les pré-ventes de l'album ont dépassé les 660 000 copies en s’approchant même du million ce qui en fait l'album le plus pré-vendu de tous les temps. Quatre jours après sa sortie, l'album est toujours resté au top des classements tels que MelOn, Genie et Bugs. Plus tard, l'album a battu un record pour le plus grand nombre de copies vendues en moins d'une semaine (450 000 exemplaires) cassant le record précédemment détenu par EXO eux-mêmes avec leur mini-album Sing for You. Les versions coréenne et chinoise de l'album ont été numéro un et deux respectivement sur le Gaon Weekly Album Chart. Les deux versions combinées, l'album a atteint la première sur le Billboard World Albums Chart.
Les versions coréenne et chinoise de "Lotto" ont été numéro un et deux respectivement sur le Gaon Weekly Album Chart. À la fin du mois d'août 2016, Ex'Act a été vendu à 1 136 104 exemplaires et est devenu le troisième album studio consécutif du groupe à avoir été vendu à plus d'un million de copies.

## Liste des titres
| Ex'act (Version coréenne) | Ex'act (Version coréenne)                          | Ex'act (Version coréenne)                             | Ex'act (Version coréenne) | Ex'act (Version coréenne) | Ex'act (Version coréenne) | Ex'act (Version coréenne) | Ex'act (Version coréenne) | Ex'act (Version coréenne) | Ex'act (Version coréenne) |
| No                        | Titre                                              | Auteur                                                | Producteur(s) | Durée                     |                           |                           |                           |                           |                           |
| ------------------------- | -------------------------------------------------- | ----------------------------------------------------- | --- | ------------------------- | ------------------------- | ------------------------- | ------------------------- | ------------------------- | ------------------------- |
| 1.                        | Lucky One                                          | JQ, Seolim, Choi Jin-seon (Jam Factory), Jang Yeo-jin | LDN Noise, Andrew Choi, Adrian Mckinnon | 03:47                     |                           |                           |                           |                           |                           |
| 2.                        | Monster                                            | Kenzie, Deepflow                                      | Kenzie, LDN Noise, Rodnae "Chikk" Bell, Deepflow | 03:41                     |                           |                           |                           |                           |                           |
| 3.                        | Artificial Love                                    | JQ, Seolim, Ji Ye-won                                 | Timothy "Bos" Bullock, Adrian Mckinnon, Tay Jasper, MZMC                                                                                              | 04:05                     |                           |                           |                           |                           |                           |
| 4.                        | Cloud 9                                            | Misfit                                                | Dem Jointz, Ericka Coulter, Deez, Ryan S. Jhun | 04:01                     |                           |                           |                           |                           |                           |
| 5.                        | Heaven                                             | Park Chanyeol, Min Yeon-jae                           | The Stereotypes, Clarence Coffee Jr., Kim Tae-seong                                                                                                   | 03:45                     |                           |                           |                           |                           |                           |
| 6.                        | 백색소음 (White Noise)                             | Seo Ji-eum                                            | LDN Noise, Adrian Mckinnon, Rodnae "Chikk" Bell | 03:32                     |                           |                           |                           |                           |                           |
| 7.                        | 유리어항 (One and Only)                            | Park Seong-hee                                        | Joe "Joe Millionaire" Foster, Carl "Chips" Days Jr., Otha "Vakseen" Davis III                                                                         | 03:49                     |                           |                           |                           |                           |                           |
| 8.                        | They Never Know                                    | Jo Yoon-kyung                                         | Paul "MARZ" Thompson, De-Capo Music Group & Rod Bonner, Jamil "Digi" Chammas, Adrian Mckinnon, Tay Jasper, Leven Kali, Otha "Vakseen" Davis III, MZMC | 03:33                     |                           |                           |                           |                           |                           |
| 9.                        | Stronger (chanté par D.O., Suho, Chen et Baekhyun) | Jung Joo-hee (Jam Factory), Agnes Shin                | Andreas Öberg, Gustav Karlstrom | 03:39                     |                           |                           |                           |                           |                           |
| 10.                       | Lucky One (Instrumental)                           |                                                       | Teddy Riley, DOM, Richard Garcia, Dantae Johnson, Labyron Walton                                                                                      | 03:47                     |                           |                           |                           |                           |                           |
| 11.                       | Monster (Instrumental)                             |                                                       | Kenzie, LDN Noise, Rodnae "Chikk" Bell | 03:40                     |                           |                           |                           |                           |                           |
| 41:19                     |                                                    |                                                       | |                           |                           |                           |                           |                           |                           |

| Ex'act (Version chinoise) | Ex'act (Version chinoise)                         | Ex'act (Version chinoise) | Ex'act (Version chinoise) | Ex'act (Version chinoise) | Ex'act (Version chinoise) | Ex'act (Version chinoise) | Ex'act (Version chinoise) | Ex'act (Version chinoise) | Ex'act (Version chinoise) |
| No                        | Titre                                             | Auteur                    | Producteur(s) | Durée                     |                           |                           |                           |                           |                           |
| ------------------------- | ------------------------------------------------- | ------------------------- | --- | ------------------------- | ------------------------- | ------------------------- | ------------------------- | ------------------------- | ------------------------- |
| 1.                        | Lucky One                                         | Arys Chien                | LDN Noise, Andrew Choi, Adrian Mckinnon | 03:47                     |                           |                           |                           |                           |                           |
| 2.                        | Monster                                           | Yi Jia Yang               | Kenzie, LDN Noise, Rodnae "Chikk" Bell, Deepflow | 03:41                     |                           |                           |                           |                           |                           |
| 3.                        | Artificial Love                                   | Dom.T                     | Timothy "Bos" Bullock, Adrian Mckinnon, Tay Jasper, MZMC                                                                                              | 04:05                     |                           |                           |                           |                           |                           |
| 4.                        | Cloud 9                                           | Lin Xin Ye                | Dem Jointz, Ericka Coulter, Deez, Ryan S. Jhun | 04:01                     |                           |                           |                           |                           |                           |
| 5.                        | Heaven                                            | Wang Jing Yun             | The Stereotypes, Clarence Coffee Jr., Kim Tae-seong                                                                                                   | 03:45                     |                           |                           |                           |                           |                           |
| 6.                        | 白色噪音 (White Noise)                            | Liu Yuan                  | LDN Noise, Adrian Mckinnon, Rodnae "Chikk" Bell | 03:32                     |                           |                           |                           |                           |                           |
| 7.                        | 玻璃鱼缸 (One and Only)                           | Liu Yuan                  | Joe "Joe Millionaire" Foster, Carl "Chips" Days Jr., Otha "Vakseen" Davis III                                                                         | 03:49                     |                           |                           |                           |                           |                           |
| 8.                        | They Never Know                                   | Wang Jing Yun             | Paul "MARZ" Thompson, De-Capo Music Group & Rod Bonner, Jamil "Digi" Chammas, Adrian Mckinnon, Tay Jasper, Leven Kali, Otha "Vakseen" Davis III, MZMC | 03:33                     |                           |                           |                           |                           |                           |
| 9.                        | Stronger (chanté par Lay, Chen, D.O. et Baekhyun) | Zhou Wei Jie              | Andreas Öberg, Gustav Karlstrom | 03:39                     |                           |                           |                           |                           |                           |
| 10.                       | Lucky One (Instrumental)                          |                           | Teddy Riley, DOM, Richard Garcia, Dantae Johnson, Labyron Walton                                                                                      | 03:47                     |                           |                           |                           |                           |                           |
| 11.                       | Monster (Instrumental)                            |                           | Kenzie, LDN Noise, Rodnae "Chikk" Bell | 03:40                     |                           |                           |                           |                           |                           |
| 37:14                     |                                                   |                           | |                           |                           |                           |                           |                           |                           |

| Lotto - Repackaged album (Version coréenne) | Lotto - Repackaged album (Version coréenne)                             | Lotto - Repackaged album (Version coréenne)           | Lotto - Repackaged album (Version coréenne) | Lotto - Repackaged album (Version coréenne) | Lotto - Repackaged album (Version coréenne) | Lotto - Repackaged album (Version coréenne) | Lotto - Repackaged album (Version coréenne) | Lotto - Repackaged album (Version coréenne) | Lotto - Repackaged album (Version coréenne) |
| No                                          | Titre                                                                   | Auteur                                                | Producteur(s) | Durée                                       |                                             |                                             |                                             |                                             |                                             |
| ------------------------------------------- | ----------------------------------------------------------------------- | ----------------------------------------------------- | --- | ------------------------------------------- | ------------------------------------------- | ------------------------------------------- | ------------------------------------------- | ------------------------------------------- | ------------------------------------------- |
| 1.                                          | Lotto                                                                   | JQ, Seolim, Jo Yoon-kyung, Kim Min-ji (Jam Factory)   | LDN Noise, Adrian Mckinnon, Rodnae "Chikk" Bell | 03:09                                       |                                             |                                             |                                             |                                             |                                             |
| 2.                                          | Lucky One                                                               | JQ, Seolim, Choi Jin-seon (Jam Factory), Jang Yeo-jin | LDN Noise, Andrew Choi, Adrian Mckinnon | 03:47                                       |                                             |                                             |                                             |                                             |                                             |
| 3.                                          | Monster                                                                 | Kenzie, Deepflow                                      | Kenzie, LDN Noise, Rodnae "Chikk" Bell, Deepflow | 03:41                                       |                                             |                                             |                                             |                                             |                                             |
| 4.                                          | Artificial Love                                                         | JQ, Seolim, Ji Ye-won                                 | Timothy "Bos" Bullock, Adrian Mckinnon, Tay Jasper, MZMC                                                                                              | 04:05                                       |                                             |                                             |                                             |                                             |                                             |
| 5.                                          | Can't Bring Me Down                                                     | Young-hu Kim                                          | Droyd, Adrian Mckinnon, Tay Jasper, Kameron `Grae` Alexander, Otha "Vakseen" Davis III, MZMC                                                          | 03:00                                       |                                             |                                             |                                             |                                             |                                             |
| 6.                                          | Cloud 9                                                                 | Misfit                                                | Dem Jointz, Ericka Coulter, Deez, Ryan S. Jhun | 04:01                                       |                                             |                                             |                                             |                                             |                                             |
| 7.                                          | Heaven                                                                  | Park Chanyeol, Min Yeon-jae                           | The Stereotypes, Clarence Coffee Jr., Kim Tae-seong                                                                                                   | 03:45                                       |                                             |                                             |                                             |                                             |                                             |
| 8.                                          | 꿈 (She's Dreaming) (chanté par Chen, Chanyeol, D.O., Suho et Baekhyun) | Chen                                                  | Jay Kim, Erin Kim, Im Kwang-wook (Devine Kei) | 04:02                                       |                                             |                                             |                                             |                                             |                                             |
| 9.                                          | 백색소음 (White Noise)                                                  | Seo Ji-eum                                            | LDN Noise, Adrian Mckinnon, Rodnae "Chikk" Bell | 03:32                                       |                                             |                                             |                                             |                                             |                                             |
| 10.                                         | 유리어항 (One and Only)                                                 | Park Seong-hee                                        | Joe "Joe Millionaire" Foster, Carl "Chips" Days Jr., Otha "Vakseen" Davis III                                                                         | 03:49                                       |                                             |                                             |                                             |                                             |                                             |
| 11.                                         | They Never Know                                                         | Jo Yoon-kyung                                         | Paul "MARZ" Thompson, De-Capo Music Group & Rod Bonner, Jamil "Digi" Chammas, Adrian Mckinnon, Tay Jasper, Leven Kali, Otha "Vakseen" Davis III, MZMC | 03:33                                       |                                             |                                             |                                             |                                             |                                             |
| 12.                                         | Stronger (chanté par D.O., Suho, Chen et Baekhyun)                      | Jung Joo-hee (Jam Factory), Agnes Shin                | Andreas Öberg, Gustav Karlstrom | 03:39                                       |                                             |                                             |                                             |                                             |                                             |
| 13.                                         | Monster (LDN Noise Creeper Bass Remix)                                  | Kenzie, Deepflow                                      | Kenzie, LDN Noise, Rodnae "Chikk" Bell | 04:05                                       |                                             |                                             |                                             |                                             |                                             |
| 48:20                                       |                                                                         |                                                       | |                                             |                                             |                                             |                                             |                                             |                                             |

| Lotto - Repackaged album (Version chinoise) | Lotto - Repackaged album (Version chinoise)                            | Lotto - Repackaged album (Version chinoise) | Lotto - Repackaged album (Version chinoise) | Lotto - Repackaged album (Version chinoise) | Lotto - Repackaged album (Version chinoise) | Lotto - Repackaged album (Version chinoise) | Lotto - Repackaged album (Version chinoise) | Lotto - Repackaged album (Version chinoise) | Lotto - Repackaged album (Version chinoise) |
| No                                          | Titre                                                                  | Auteur                                      | Producteur(s) | Durée                                       |                                             |                                             |                                             |                                             |                                             |
| ------------------------------------------- | ---------------------------------------------------------------------- | ------------------------------------------- | --- | ------------------------------------------- | ------------------------------------------- | ------------------------------------------- | ------------------------------------------- | ------------------------------------------- | ------------------------------------------- |
| 1.                                          | Lotto                                                                  | Yan Yun Nong                                | LDN Noise, Adrian Mckinnon, Rodnae "Chikk" Bell | 03:09                                       |                                             |                                             |                                             |                                             |                                             |
| 2.                                          | Lucky One                                                              | Arys Chien                                  | LDN Noise, Andrew Choi, Adrian Mckinnon | 03:47                                       |                                             |                                             |                                             |                                             |                                             |
| 3.                                          | Monster                                                                | Yi Jia Yang                                 | Kenzie, LDN Noise, Rodnae "Chikk" Bell, Deepflow | 03:41                                       |                                             |                                             |                                             |                                             |                                             |
| 4.                                          | Artificial Love                                                        | Dom.T                                       | Timothy "Bos" Bullock, Adrian Mckinnon, Tay Jasper, MZMC                                                                                              | 04:05                                       |                                             |                                             |                                             |                                             |                                             |
| 5.                                          | Can't Bring Me Down                                                    | Yang Yao Cheng                              | Droyd, Adrian Mckinnon, Tay Jasper, Kameron `Grae` Alexander, Otha "Vakseen" Davis III, MZMC                                                          | 03:00                                       |                                             |                                             |                                             |                                             |                                             |
| 6.                                          | Cloud 9                                                                | Lin Xin Ye                                  | Dem Jointz, Ericka Coulter, Deez, Ryan S. Jhun | 04:01                                       |                                             |                                             |                                             |                                             |                                             |
| 7.                                          | Heaven                                                                 | Wang Jing Yun                               | The Stereotypes, Clarence Coffee Jr., Kim Tae-seong                                                                                                   | 03:45                                       |                                             |                                             |                                             |                                             |                                             |
| 8.                                          | 梦 (She's Dreaming) (chanté par Chen, Lay, Chanyeol, D.O. et Baekhyun) | Wang Yajun                                  | Jay Kim, Erin Kim, Im Kwang-wook (Devine Kei) | 04:02                                       |                                             |                                             |                                             |                                             |                                             |
| 9.                                          | 白色噪音 (White Noise)                                                 | Liu Yuan                                    | LDN Noise, Adrian Mckinnon, Rodnae "Chikk" Bell | 03:32                                       |                                             |                                             |                                             |                                             |                                             |
| 10.                                         | 玻璃鱼缸 (One and Only)                                                | Liu Yuan                                    | Joe "Joe Millionaire" Foster, Carl "Chips" Days Jr., Otha "Vakseen" Davis III                                                                         | 03:49                                       |                                             |                                             |                                             |                                             |                                             |
| 11.                                         | They Never Know                                                        | Wang Jing Yun                               | Paul "MARZ" Thompson, De-Capo Music Group & Rod Bonner, Jamil "Digi" Chammas, Adrian Mckinnon, Tay Jasper, Leven Kali, Otha "Vakseen" Davis III, MZMC | 03:33                                       |                                             |                                             |                                             |                                             |                                             |
| 12.                                         | Stronger (chanté par Lay, Chen, D.O. et Baekhyun)                      | Zhou Wei Jie                                | Andreas Öberg, Gustav Karlstrom | 03:39                                       |                                             |                                             |                                             |                                             |                                             |
| 13.                                         | Monster (LDN Noise Creeper Bass Remix)                                 | Yi Jia Yang                                 | Kenzie, LDN Noise, Rodnae "Chikk" Bell | 04:05                                       |                                             |                                             |                                             |                                             |                                             |
| 48:20                                       |                                                                        |                                             | |                                             |                                             |                                             |                                             |                                             |                                             |

## Classements

### Versions coréenne et chinoise
| Classements                 | Meilleure position        | Meilleure position        | Meilleure position       | Meilleure position       |
| Classements                 | Ex'Act (Version coréenne) | Ex'Act (Version chinoise) | Lotto (Version coréenne) | Lotto (Version chinoise) |
| --------------------------- | ------------------------- | ------------------------- | ------------------------ | ------------------------ |
| South Korean Albums (Gaon), | 1                         | 2                         | 1                        | 2                        |
| Japanese Albums (Oricon)    | 8                         | 16                        | -                        | -                        |

### Versions combinées
| Classement                  | Meilleure position |
| --------------------------- | ------------------ |
| US World Albums (Billboard) | 2                  |

## Ventes
| Pays               | Ventes                    | Ventes                    | Ventes                   | Ventes                   |
| Pays               | Ex'Act (Version coréenne) | Ex'Act (Version chinoise) | Lotto (Version coréenne) | Lotto (Version chinoise) |
| ------------------ | ------------------------- | ------------------------- | ------------------------ | ------------------------ |
| South Korea (Gaon) | 551 750                   | 248 325                   | 244 502                  | 120 238                  |
| Japan (Oricon)     | 24 679                    | 7 210                     | -                        | -                        |

## Prix et nominations
| Année | Prix                    | Travail nommé             | Titre                                    | Résultat   |
| ----- | ----------------------- | ------------------------- | ---------------------------------------- | ---------- |
| 2016  | MelOn Music Awards      | Ex'Act                    | Album of the Year                        | Nomination |
| 2016  | MelOn Music Awards      | Monster                   | Best Male Dance                          | Lauréat    |
| 2016  | Mnet Asian Music Awards | Ex'Act                    | HotelsCombined – Album of the Year       | Lauréat    |
| 2016  | Mnet Asian Music Awards | Monster                   | HotelsCombined – Song of the Year        | Nomination |
| 2016  | SBS PopAsia Awards      | Monster                   | Hottest MV                               | Nomination |
| 2016  | SBS PopAsia Awards      | Lotto                     | Hottest MV                               | Lauréat    |
| 2017  | Golden Disk Awards      | Ex'Act                    | Disk Bonsang                             | Lauréat    |
| 2017  | Golden Disk Awards      | Ex'Act                    | Disk Daesang                             | Lauréat    |
| 2017  | Golden Disk Awards      | Monster                   | Disk Bonsang                             | Nomination |
| 2017  | Gaon Chart K-Pop Awards | Ex'Act (Version coréenne) | Artist of the Year (Album) - 2nd Quarter | Lauréat    |
| 2017  | Gaon Chart K-Pop Awards | Ex'Act (Version chinoise) | Artist of the Year (Album) - 2nd Quarter | Nomination |
| 2017  | Gaon Chart K-Pop Awards | Lotto (Version coréenne)  | Artist of the Year (Album) - 3rd Quarter | Lauréat    |
| 2017  | Gaon Chart K-Pop Awards | Lotto (Version chinoise)  | Artist of the Year (Album) - 3rd Quarter | Nomination |
| 2017  | Gaon Chart K-Pop Awards | Monster                   | Artist of the Year (Digital) - June      | Nomination |
| 2017  | CJ E&M America Awards   | Monster                   | Best M Countdown Performance             | Lauréat    |

### Programmes de classements musicaux
| Chanson          | Programme                 | Date               |
| ---------------- | ------------------------- | ------------------ |
| "Monster"        | M! Countdown (Mnet)       | 16 juin 2016       |
| "Monster"        | M! Countdown (Mnet)       | 23 juin 2016       |
| "Monster"        | M! Countdown (Mnet)       | 30 juin 2016       |
| "Monster"        | Music Bank (KBS)          | 17 juin 2016       |
| "Monster"        | Music Bank (KBS)          | 24 juin 2016       |
| "Monster"        | Music Bank (KBS)          | 1er juillet 2016   |
| "Monster"        | Inkigayo (SBS)            | 19 juin 2016       |
| "Monster"        | Inkigayo (SBS)            | 26 juin 2016       |
| "Monster"        | Show Champion (MBC Music) | 22 juin 2016       |
| "Lotto" (Louder) | M! Countdown (Mnet)       | 25 août 2016       |
| "Lotto" (Louder) | M! Countdown (Mnet)       | 1er septembre 2016 |
| "Lotto" (Louder) | Music Bank (KBS)          | 26 août 2016       |
| "Lotto" (Louder) | Music Bank (KBS)          | 2 septembre 2016   |
| "Lotto" (Louder) | Inkigayo (SBS)            | 28 août 2016       |
| "Lotto" (Louder) | Inkigayo (SBS)            | 4 septembre 2016   |
| "Lotto" (Louder) | Show Champion (MBC Music) | 31 août 2016       |

## Historique de sortie
| Édition | Pays         | Date         | Format                   | Label                      |
| ------- | ------------ | ------------ | ------------------------ | -------------------------- |
| Ex'act  | Corée du Sud | 9 juin 2016  | CD, téléchargement légal | SM Entertainment, KT Music |
| Ex'act  | Monde entier | 9 juin 2016  | Téléchargement légal     | SM Entertainment           |
| Lotto   | Corée du Sud | 18 août 2016 | CD, téléchargement légal | SM Entertainment, KT Music |
| Lotto   | Monde entier | 18 août 2016 | Téléchargement légal     | SM Entertainment           |